# Régisseur (théâtre)
Pour les articles homonymes, voir Régisseur.
Au théâtre, et dans tout spectacle vivant, le régisseur remplit la fonction de préparation, de coordination, d'exécution d'une partie spécifique ou de la totalité de la mise en œuvre matérielle d'une représentation.
Le régisseur général, qui coordonne l'ensemble des régies spécifiques, est le collaborateur immédiat du directeur technique. Il est aussi l'interface entre l'équipe de création (metteur en scène, décorateur...), tous les techniciens intervenant sur une production et l'administration (budget, embauche d'intermittents...).
Le régisseur de plateau organise avec le chef machiniste le travail des machinistes et veille à la préparation du plateau, au montage et au démontage du décor.
Le régisseur lumière et son fait de même en ces domaines.